# Кардозу, Рут
Рут Кардозу (порт. Ruth Vokl Cardoso; 9 февраля 1934, Салвадор — 11 февраля 2000, там же) — бразильская шахматистка, международный мастер среди женщин (1970).
Чемпионка Бразилии (1963, 1965, 1966, 1967, 1968, 1972 и 1977).
В составе сборной Бразилии участница 5-и Олимпиад (1972—1974, 1978—1982).

## Изменения рейтинга
| Графики недоступны из-за технических проблем. См. информацию на Фабрикаторе и на mediawiki.org. |